# ジョン・M・コステリッツ
ジョン・マイケル・コステリッツ（John Michael Kosterlitz、ヘブライ語: ג'ון מייקל (מיכאל) קוסטרליץ‎‎、1942年6月22日 – ）は、アメリカ合衆国の物理学者。ブラウン大学教授。ダンカン・ホールデン、デイヴィッド・J・サウレスと共に2016年にノーベル物理学賞を受賞した。

## 経歴
1942年にスコットランドのアバディーンでドイツ系ユダヤ人生物学者のハンス・コスターリッツ（Hans Kosterlitz）の子として生まれる。一家は1934年、ナチスドイツの反ユダヤ主義的な人種差別政策を避けてベルリンを去った。叔父に映画監督のヘンリー・コスターがいる。
ジョンは1965年にケンブリッジ大学のゴンヴィル・アンド・キーズ・カレッジを卒業後、オックスフォード大学のブレーズノーズ・カレッジで1969年に物理学のPh.D.を得た。バーミンガム大学のサウレスの下でポスドクとして勤務した後、1974年に同大学の講師となり、1982年から現職。また2016年からは韓国高等科学院で特別教授を兼任する。

## 受賞歴
- マクスウェル賞（1981年）
- ラルス・オンサーガー賞(2000年)
- ノーベル物理学賞（2016年）